# TSV Eintracht Stadtallendorf
TSV Eintracht Stadtallendorf is een Duitse omnisportvereniging uit Stadtallendorf in Hessen. De voetbalafdeling is het bekendst maar de club doet ook aan onder meer atletiek, badminton, gymnastiek, handbal, judo, zwemmen en volleybal.
In 1920 werd de Fußballverein Eintracht Allendorf opgericht. Deze fuseerde in 1956 met Turn- und Sportverein Blau-Weiß Allendorf tot de huidige club. TSV Eintracht Stadtallendorf speelde in de jaren zestig enkele jaren op het vierde niveau maar speelde daarna lang in de lagere reeksen. In 1998 werd de Landesliga Hessen/Mitte (vijfde niveau) bereikt. Daarin werd de club in 2008 kampioen maar bleef vanwege een herstructurering op het vijfde niveau in de Hessenliga spelen. Na een tweede plaats in het seizoen 2016/17 bereikte TSV Eintracht Stadtallendorf voor het eerste de Regionalliga Südwest omdat kampioen SC Hessen Dreieich afzag van promotie.
FC Bayern Alzenau ·
KSV Baunatal ·
Darmstadt 98 II ·
FC Eddersheim · 
FSV Fernwald ·
Türk Gücü Friedberg ·
1. Hanauer FC 1893 ·
SC 1960 Hanau ·
TuS Hornau ·
Hünfelder SV ·
VfB Marburg ·
TSV Eintracht Stadtallendorf ·
SV Steinbach ·
TSV Steinbach II ·
SV Unter-Flockenbach ·
SC Waldgirmes ·
SV Rot-Weiß Walldorf ·
SV Adler Weidenhausen ·
FSV Wolfhagen